# Дюнвальд
Дюнвальд (нем. Dünwald) — община в Германии, в земле Тюрингия.
Входит в состав района Унструт-Хайних. Население составляет 2352 человека (на 31 декабря 2010 года). Занимает площадь 28,85 км².
Коммуна подразделяется на 3 сельских округа.